# Кунув (Малопольське воєводство)
Кунув (пол. Kunów) — село в Польщі, у гміні Хелмець Новосондецького повіту Малопольського воєводства.
Населення — 429 осіб (2011).

## Демографія
Демографічна структура станом на 31 березня 2011 року:
|          | Загалом | Допрацездатний вік | Працездатний вік | Постпрацездатний вік |
| -------- | ------- | ------------------ | ---------------- | -------------------- |
| Чоловіки | 220     | 44                 | 166              | 10                   |
| Жінки    | 209     | 46                 | 134              | 29                   |
| Разом    | 429     | 90                 | 300              | 39                   |